# Stade El Abdi
Het Stade Ben M'Hamed El Abdi, kortweg Stade El Abdi, is een voetbalstadion in El Jadida, Marokko. De vaste bespeler is Difaa El Jadida. Het stadion biedt plaats aan 15.000 toeschouwers.